# Borki (rejon małorycki)
Borki (biał. Боркі, Borki; ros. Борки, Borki) – wieś na Białorusi, w obwodzie brzeskim, w rejonie małoryckim, w sielsowiecie Mokrany, przy granicy z Ukrainą.

## Historia
W XIX i w początkach XX w. położone były w Rosji, w guberni grodzieńskiej, w powiecie kobryńskim.
W dwudziestoleciu międzywojennym leżały w Polsce, w województwie poleskim, do 12 kwietnia 1928 w powiecie kobryńskim, w gminie Mokrany, następnie w powiecie brzeskim, w gminie Wielkoryta. W 1924 wieś liczyła 576 mieszkańców, w tym 570 Białorusinów, 5 Żydów i 1 osobę innej narodowości. 571 osób było wyznania prawosławnego i 5 mojżeszowego.
23 września 1942 Niemcy zamordowali 705 mieszkańców Borków.
Po II wojnie światowej w granicach Związku Sowieckiego. Od 1991 w niepodległej Białorusi.